# 願い E.P.
『願い E.P.』(ねがい イーピー) は、當山みれいの1枚目のミニ・アルバム。2017年7月26日にMASTERSIX FOUNDATIONより発売。

## 概要
- 初回生産限定盤(CD+DVD)、通常盤(CDのみ)の2形態がリリースされ、初回生産限定盤のDVDには「願い〜あの頃のキミへ〜」及び「Missing You」のMVが収録されている。
- リードトラックとなる「願い〜あの頃のキミへ〜」は、童子-Tの楽曲「願い feat. YU-A」をリアレンジし女性目線で歌詞を書き換えたアンサーソングとなっている[1]。
- 「First Heart Break」「Goodbye My Love」の2曲は、フィンランドで現地の作家と共同制作した楽曲である。
- 「Missing You」はショートフィルム『明日への約束』のテーマソングとして、涙活プロデューサーの寺井広樹と共同作詞で書き下ろした。

## 収録曲

### CD
1. 願い〜あの頃のキミへ〜
  - 作詞：童子-T / 作曲：童子-T・Shingo.S / 編曲：村山晋一郎

童子-Tの「願い feat.YU-A」をリアレンジしたカバー曲。
2. 光
  - 作詞：當山みれい / 作曲：3rd Productions / 編曲：REO
3. First Heart Break
  - 作詞：當山みれい / 作曲：當山みれい・Victor Sagfors・Derrick Hoh・Timo Oiva
4. Goodbye My Love
  - 作詞：當山みれい / 作曲：當山みれい・Johan “Nisse” Nyback・Tiina Vainikainen
5. Missing You
  - 作詞：當山みれい・寺井広樹 / 作曲：KEN for 2SOUL MUSIC, Inc.

ショートフィルム『明日への約束』テーマソング

### DVD
1. 願い〜あの頃のキミへ〜 -Music Video-
2. Missing You -Music Video-
  - ショートフィルム『明日への約束』コラボレーション映像